# نترية شائعة
نترية شائعة (الاسم العلمي: Nitrobacter vulgaris) هي نوع من البكتيريا، سلبية الغرام، تتبع جنس النترية. تُعد كيميائية التغذية، وتلعب دورًا مهمًا في دورة النيتروجين عبر أكسدة النتريت إلى نترات في التربة. لا يُمكنها تحمل الظروف المحيطة عالية القلوية (NH4+).
NO2- + 1/2O2 -> NO3-